# Ruby (1992)
Ruby is een Amerikaanse biografische dramafilm uit 1992 onder regie van John MacKenzie. Het verhaal is gebaseerd op dat uit het toneelstuk Love Field van Stephen Davis, die dit zelf bewerkte tot filmscenario. Dit gaat over een mogelijk complot rondom de moord op John F. Kennedy, gezien vanuit het standpunt van Jack Ruby, de nachtclubeigenaar die Kennedy's officiële moordenaar Lee Harvey Oswald doodschoot.

## Rolverdeling
| Acteur              | Personage                      |
| ------------------- | ------------------------------ |
| Danny Aiello        | Jack Ruby                      |
| Sherilyn Fenn       | Sheryl Ann "Candy Cane" DuJean |
| Frank Orsatti       | Action Jackson                 |
| Jeffrey Nordling    | Hank                           |
| Maurice Benard      | Diego                          |
| Joe Viterelli       | Joseph Valachi                 |
| Robert S. Telford   | Senator                        |
| John Roselius       | Detective Smalls               |
| Louis Eppolito      | Detective Taylor               |
| David Duchovny      | Officer Tippit                 |
| Richard C. Sarafian | Proby                          |
| Joseph Cortese      | Louie Vitali                   |
| Marc Lawrence       | Santos Alicante                |